# Тарка (богиня)
Тарка (греч. Ταρκα) — богиня таврических скифов, известная только благодаря посвятительным граффити 2 в.до н. э. из урочища Джангуль (Тарханкутский полуостров, Северо-Западный Крым).
Её имя, по всей видимости, связано с именем прародителя скифов, по Геродоту, Таргитая (греч. Ταργιταος). Этимология имени богини неясна, вероятно, оно не иранское. Её, возможно, главное, святилище располагалось там же, где обнаружены посвятительные граффити, и именовалось оно Таркана, с перестановкой плавного[чего?], Тракана, греч. Τρακανα. Название известно из «Географического руководства» Кл. Птолемея (III, 5, 27).